# Радиола (бытовая электроника)

Стереофоническая полупроводниковая радиола «Вега-312». 1974 г., СССР.

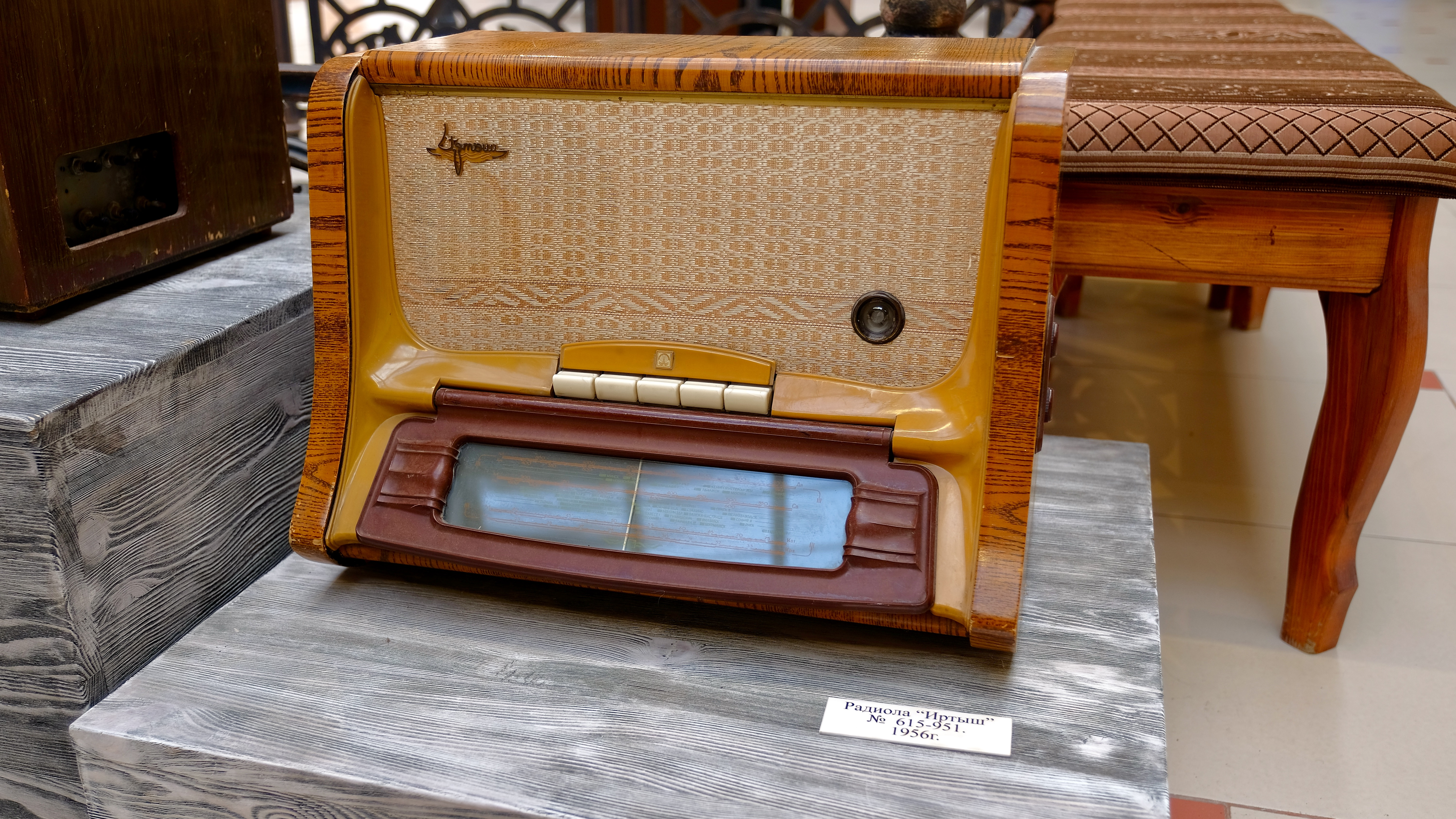
Радиола «Иртыш», 1956 год

Радио́ла — бытовое радиоэлектронное устройство, конструктивно объединяющее в одном корпусе радиоприёмник и электрофон. Такие узлы, как УМЗЧ, блок питания и громкоговорители в радиоле являются общими.

## Происхождение термина
В 1922 году в США появился товарный знак «Radiola», названный, предположительно, в честь растения. По другой версии название составлено из слова радио и бренда Victrola. Под этой маркой компания RCA выпускала радиоприёмники и иную бытовую радиоэлектронную аппаратуру. Моделей, представляющих собой сочетание радиоприёмника с проигрывателем, среди них немного. Почему именно это слово закрепилось в русском языке в качестве термина, неясно.
Сами американцы используют в отношении радиоприёмников со встроенным электрофоном термин «radiogram» (от radio + grammophone). Похожий термин имеется в чешском языке — «gramoradio».

## История
«Золотая эра» радиол пришлась на 1940-е — 1970-е годы. Это объясняется тем, что ламповые радиоприёмники тех лет имели крупногабаритный корпус, позволяющий без дополнительных затрат размещать электропроигрывающее устройство. В середине 1970-х годов, в связи с широким применением полупроводниковых приборов и распространением компактных транзисторных радиоприёмников, популярность радиол стала падать. Они уступили место другим комбинированным устройствам — музыкальным центрам, магнитолам с компакт-кассетами, а позже — комбинированным устройствам, содержащим проигрыватель оптических дисков или цифровой проигрыватель.

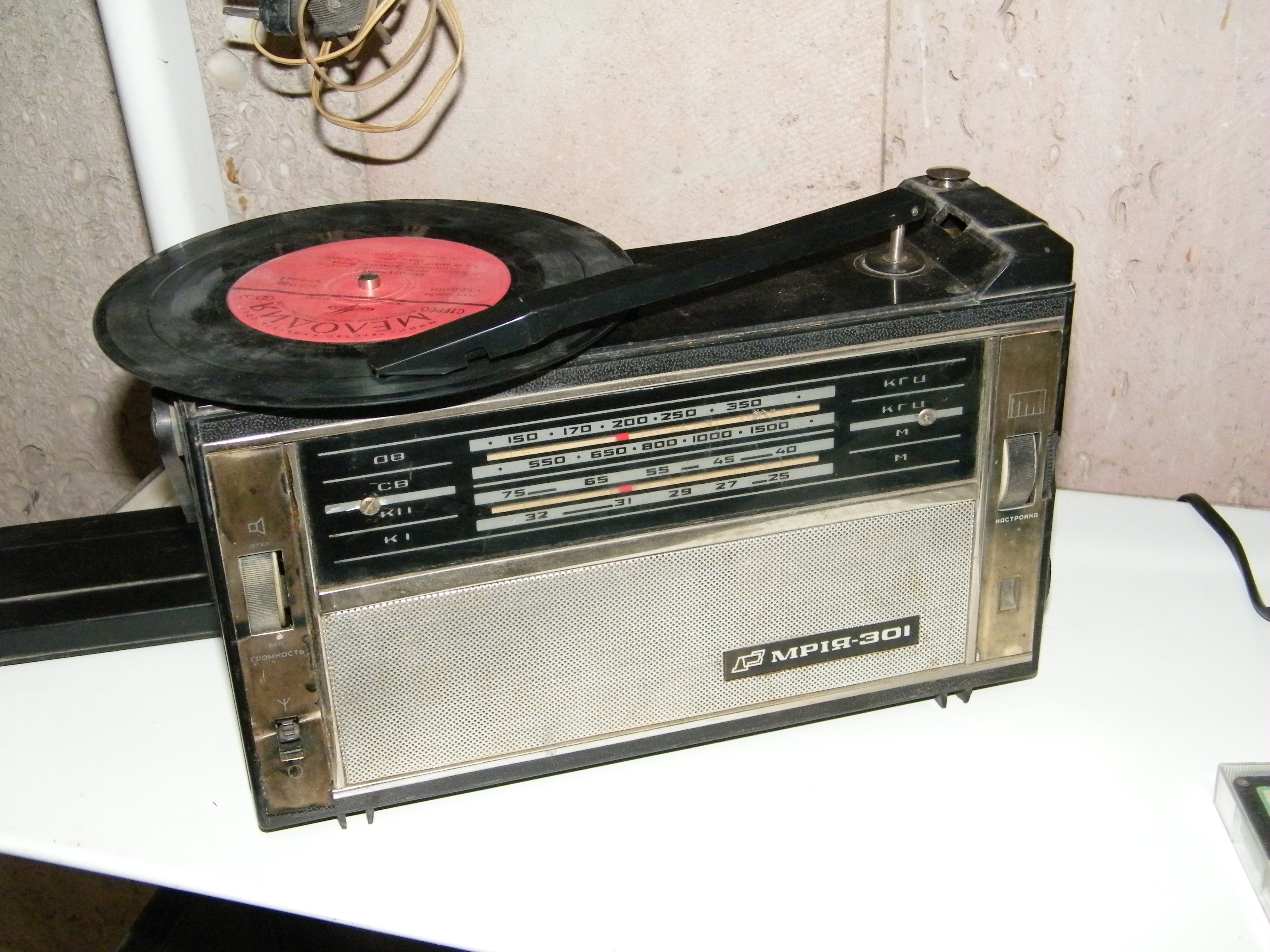
Портативная радиола «Мрия-301» Днепропетровского радиозавода (1971 г., СССР)

Первая радиола в СССР — СВГ-К (супергетеродин всеволновый с граммофонным электропроигрывающим устройством, консольный) была выпущена Александровским радиозаводом в 1938 году на базе высококлассного приёмника СВД-9. 
В 1950-е — 1960-е годы выпускались десятки моделей радиол, в основном 3-го и 2-го класса. Это был один из самых доступных и популярных видов домашней радиоаппаратуры. С внедрением транзисторов появились также портативные радиолы с батарейным питанием, например, «Отдых» и «Мрия». 
Последней серийной радиолой на пространстве бывшего СССР стала «Серенада РЭ-209», выпущенная в 1992 году владивостокским заводом «Радиоприбор».
В наши дни производство радиол невысокого класса возрождено в Китае. Например, распространённая модель Watson PH7000 по габаритам близка к советским массовым радиолам «Серенада».

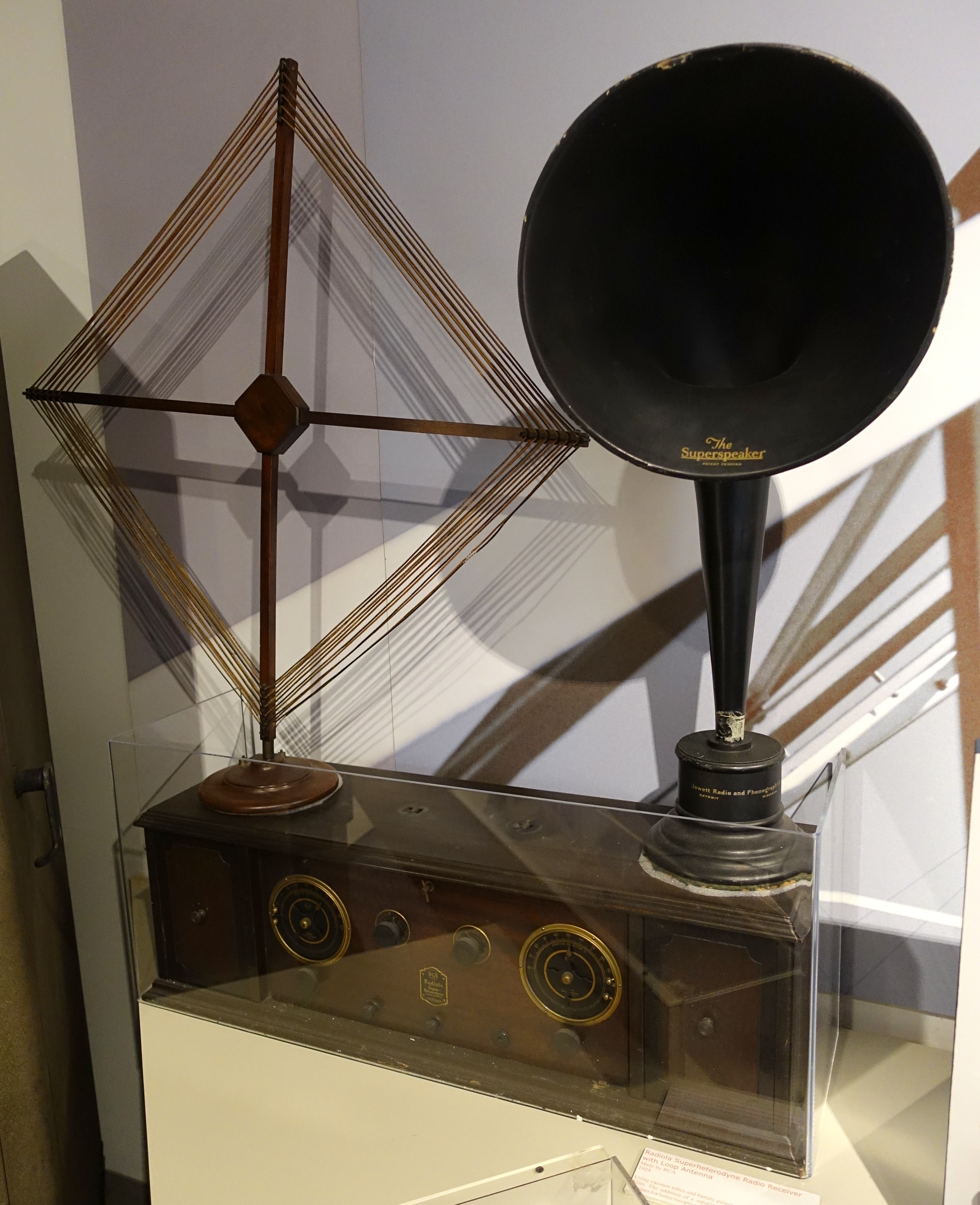
Приёмник RCA «Radiola AR-812», выпуск 1924 г.
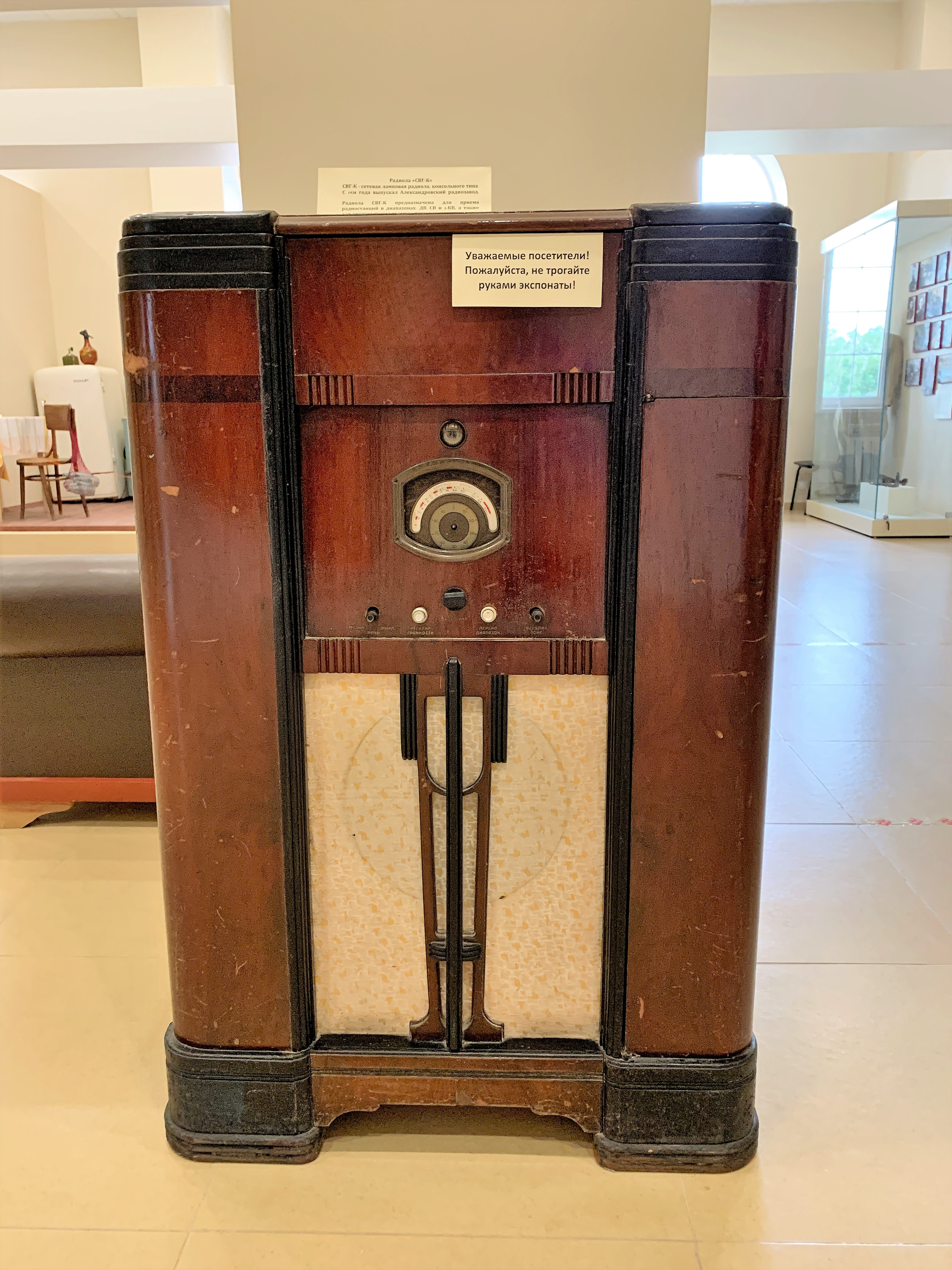
Радиола СВГ-К в Мордовском краеведческом музее
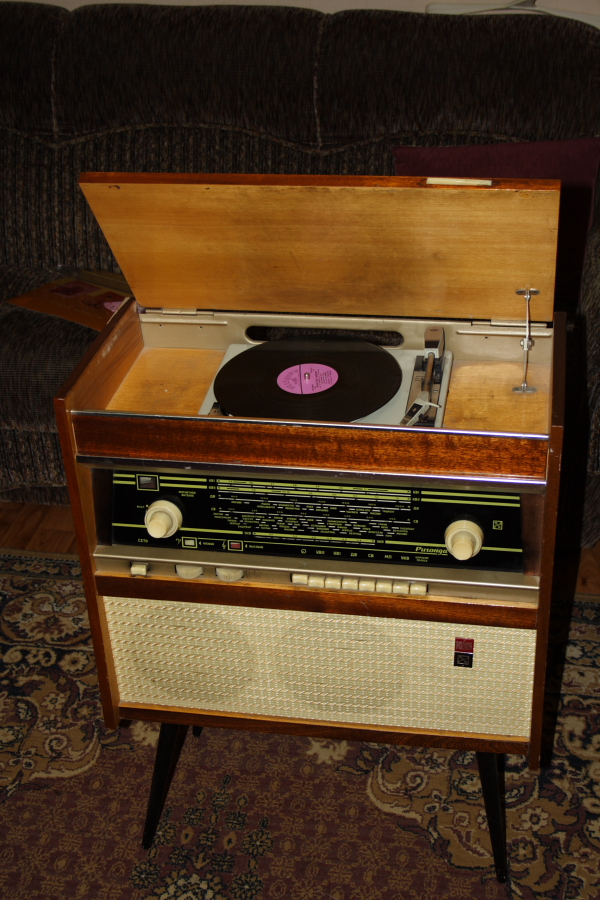
Напольная радиола первого класса «Ригонда» (1965 г., СССР)
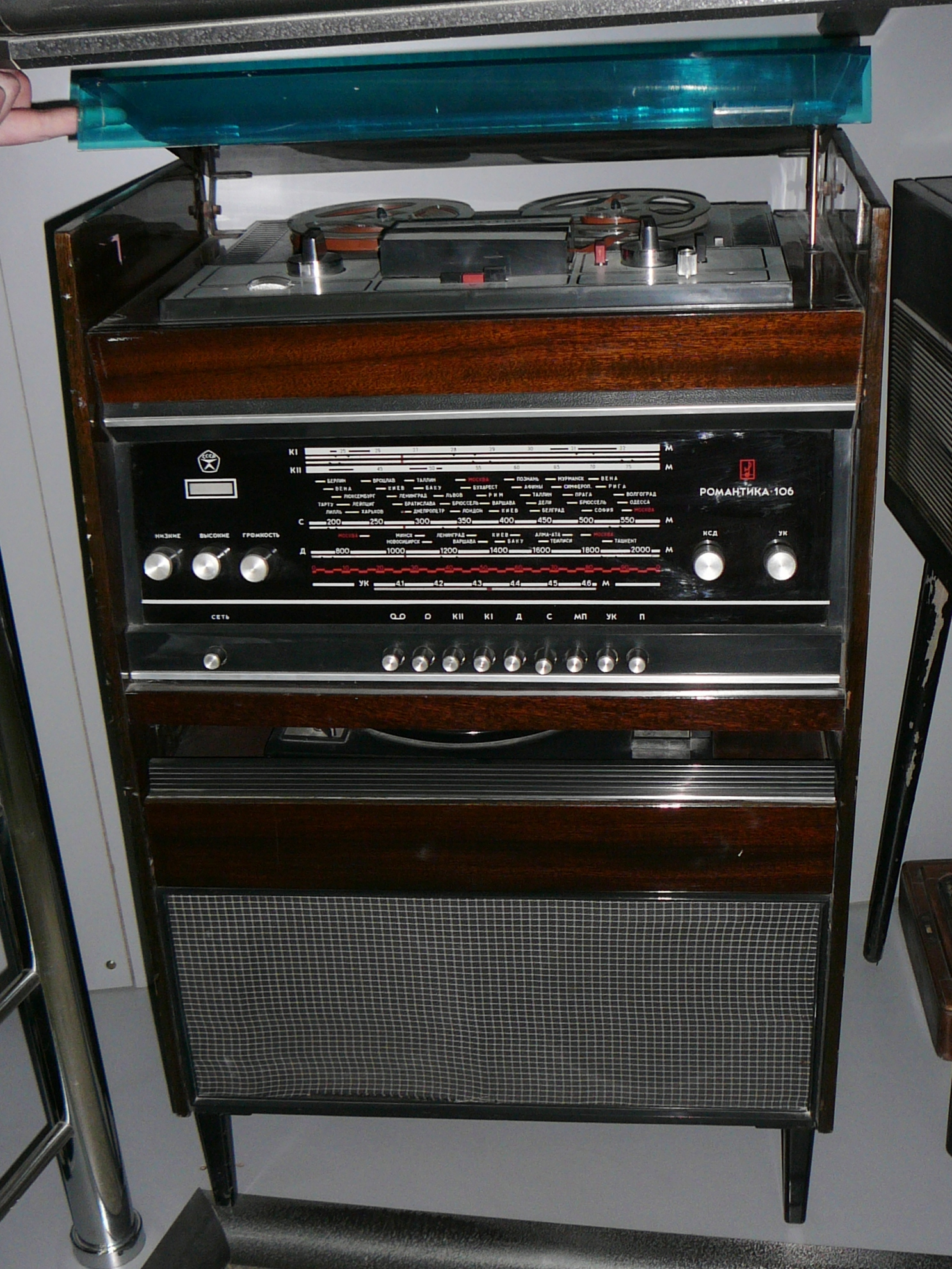
Напольная катушечная магниторадиола первого класса «Романтика-106» (1973 г., СССР)
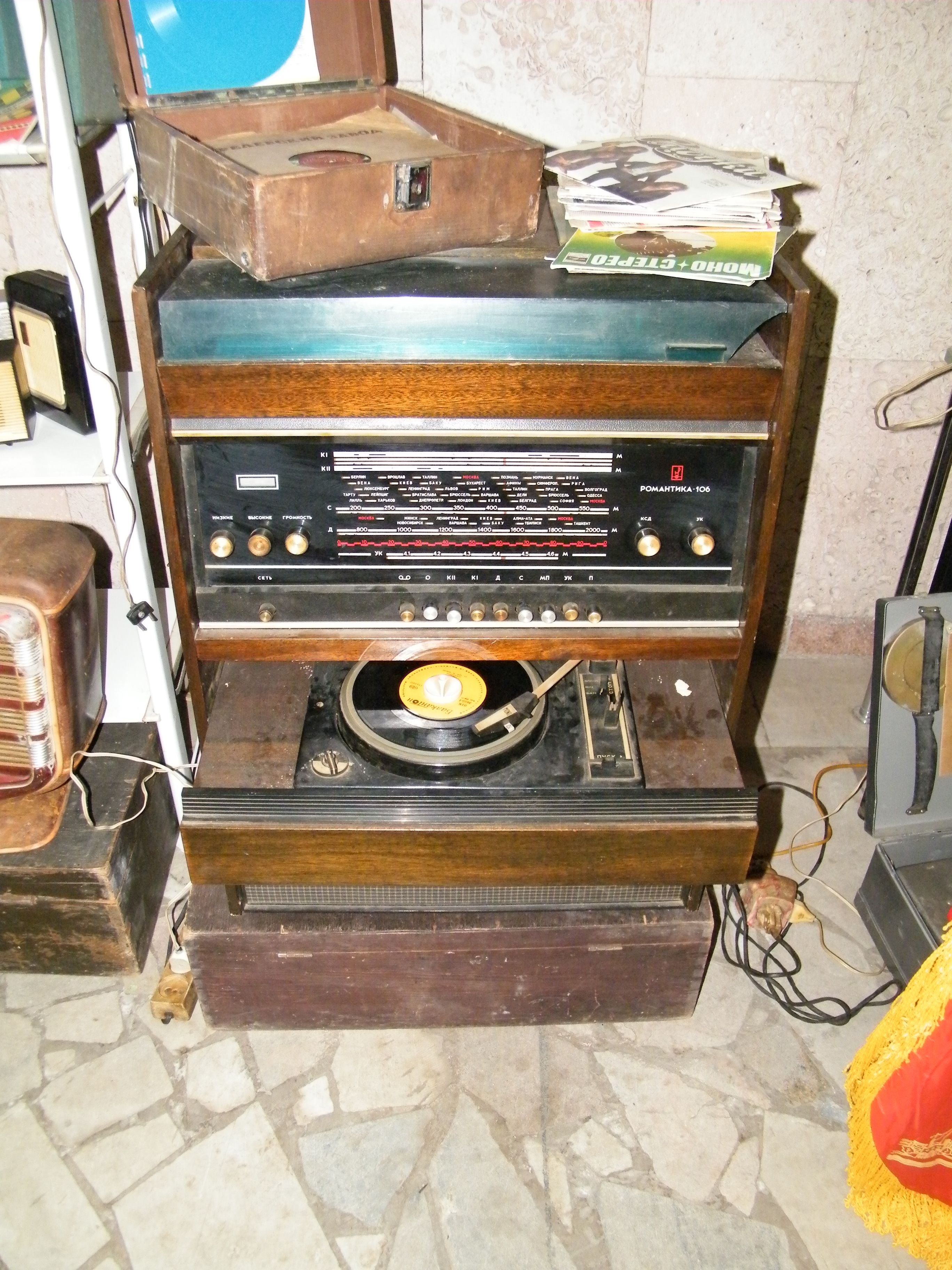
«Романтика-106», отсек с проигрывателем выдвинут
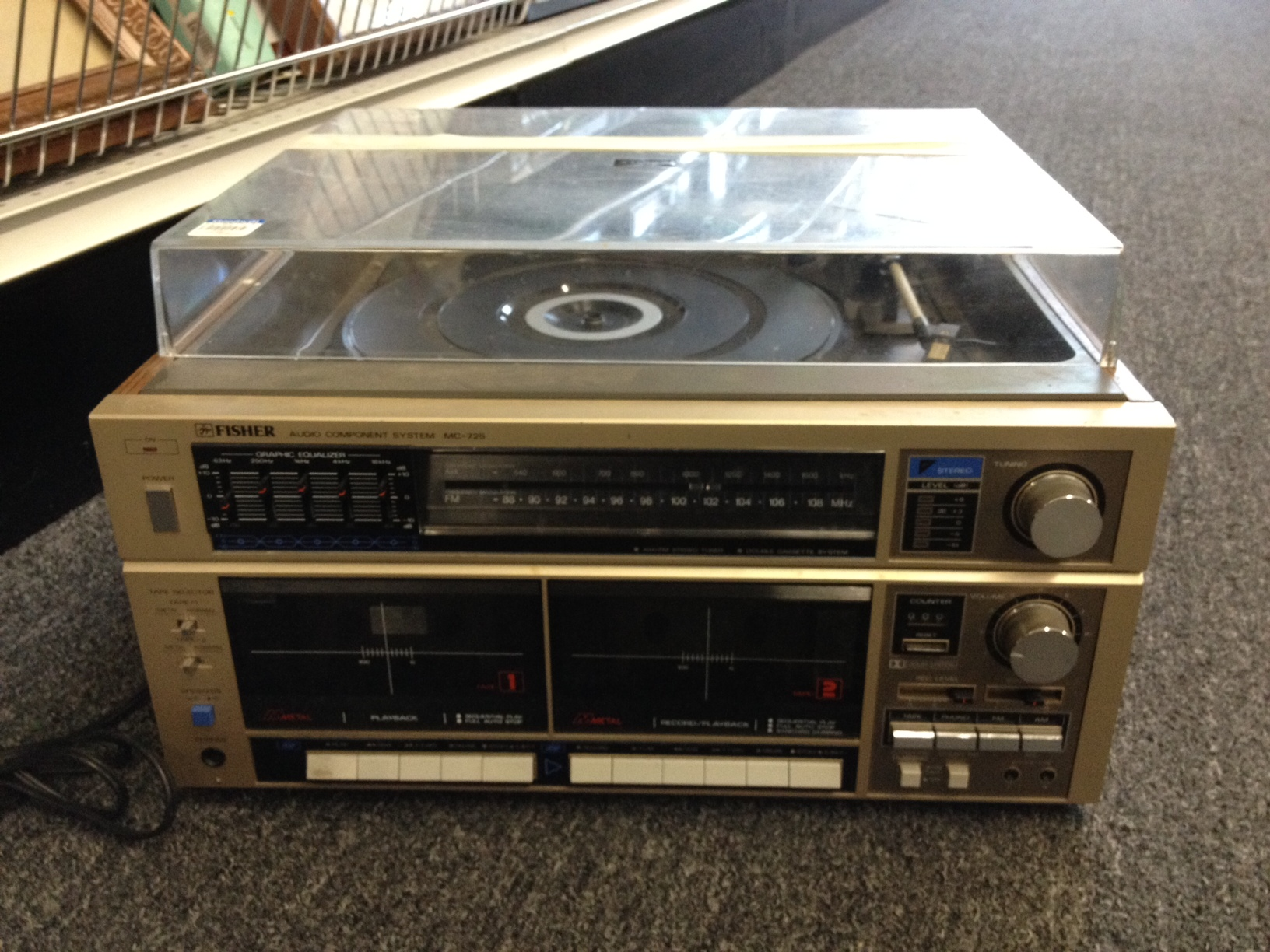
Двухкассетная полупроводниковая настольная магниторадиола «Fisher»
Магнитоэлектрофон «Романтика 222с» (1989 г., СССР)